# Yangliu Baizu Yizu Xiang
Yangliu Baizu Yizu Xiang (kinesiska: 杨柳, 杨柳白族彝族乡) är en socken i Kina. Den ligger i provinsen Yunnan, i den sydvästra delen av landet, omkring 370 kilometer väster om provinshuvudstaden Kunming. Antalet invånare är 38 704. Befolkningen består av 18 572 kvinnor och 20 132 män. Barn under 15 år utgör 21,0 %, vuxna 15-64 år 68 %, och äldre över 65 år 10,0 %.
Genomsnittlig årsnederbörd är 1 054 millimeter. Den regnigaste månaden är juli, med i genomsnitt 311 mm nederbörd, och den torraste är januari, med 6 mm nederbörd.